# Списак већника Првог заседања АВНОЈ-а
Списак већника Првог заседања АВНОЈ-а садржи списак 78 изабраних већника Антифашистичког већа народног ослобођења Југославије (АВНОЈ), од којих је њих 54 присуствовало Првом заседању одржаном 26. и 27. новембра 1942. у Бихаћу.
Након доношења одлуке о формирању АВНОЈ, Врховни командант НОВ и ПОЈ Јосип Броз Тито упутио је током новембра 1942. позиве делегатима које је позвао да се приме чланства. Позиви су упућени за 71 већника — из Босне и Херцеговине 17, из Хрватске 15, из Црне Горе 15, из Србије 14, из Санџака 6 и из Војводине 3. Због тренутног непостојања веза са руководством Народноослободилачког покрета у Македонији, позиви нису упућени македонским делегатима, док делегати из Словеније и Војводине нису присуствовали заседању, због немогућности доласка, а  представници Србије били су делгати из војних јединица. Међу већницима АВНОЈ-а били су и представници грађанских политичких партија, који су се укуљчили у Народноослободилачку борбу — Иван Рибар, Војин Гајић и Миле Перуничић из Демократске странке, Миле Балабан и Стојан Церовић из Земљорадничке странке; Павао Крце и Флоријан Сушић из Хрватске сељачке странке; Радован Мијушковић, члан Народне сељачке странке; Јагош Симоновић, члан Југословенске радикалне заједнице и Нурија Поздерац из Југословенске муслиманске организације.
Према устаљеним историјским подацима Првом заседању АВНОЈ присуствовало је 54 од 78 већника, мада постоје и други подаци — у писму Извршном комитету Коминтерне које је Јосип Броз Тито упутио 29. новембра 1942. наводи се да су заседању присуствовала 53 већника. Од 78 већника, Тито је позиве упутио за 71, док је у писму руководству Централног комитета КП Словеније, упућеном 16. новембра, тражио да пошаљу имена најмање шест делегата за АВНОЈ, укључујући Едварда Коцбека. Због закашњења са обавештењем, делегати Словеније нису присуствовали заседању, а Извршни одбор АВНОЈ-а је на основу одлуке донете на Првом заседању, накнадно верификовао њихов њихов избор. Према списку већника АВНОЈ-а који се налази у Музеју АВНОЈ-а у Бихаћу, мандате већника Првог заседања имало је 79 делегата. Заседању у Бихаћу присуствовао је Јован Булајић (1894—1943) лекар и санитетски мајор Југословенске војске из Вилуса, код Никшића, али се каснијом анализом није могло утврдити да ли је он био већник или заменик већника. У Прогласу АВНОЈ-а народима Југославије који је упућен 27. новембра 1942. налази се списак са именима 69 већника.
У периоду од Првог до Другог заседања АВНОЈ-а, одржаног 29. и 30. новембра 1943. у Јајцу, погинуло је и умрло 16 већника АВНОЈ-а.

## Списак
| рб. | име и презиме            | године живота | занимање пре рата | област коју представљају | присуство заседању | наредна заседања | напомена                                   | реф.                 |
| --- | ------------------------ | ------------- | --- | ------------------------ | ------------------ | ---------------- | ------------------------------------------ | -------------------- |
| 1.  | Владимир Бакарић         | 1912—1983.    | адвокатски приправник из Загреба                                                                                                   | Хрватска                 | да                 | 2. и 3.          |                                            | [ 9 ] [ 10 ]         |
| 2.  | Миле Балабан             | 1883—1943.    | земљорадник из Буковаче, код Босанског Петровца; биши народни посланик Савеза земљорадника                                         | Босна и Херцеговина      | да                 | —                | погинуо марта 1943. код Коњица             | [ 9 ] [ 11 ]         |
| 3.  | Шиме Бален               | 1912—2004.    | новинар из Загреба | Хрватска                 | да                 | 2. и 3.          |                                            | [ 9 ] [ 12 ]         |
| 4.  | Милан Беловуковић Дева   | 1894—1970.    | земљорадник из Равња, у Мачву | Србија                   | да                 | 2. и 3.          |                                            | [ 13 ] [ 12 ]        |
| 5.  | Симо Бјелајац            | 1898—1943.    | земљорадник и председник Народноослободилачког одбора из Велике Рујишке, код Босанског Новог                                       | Босна и Херцеговина      | да                 | —                | умро 1943.                                 | [ 13 ] [ 11 ]        |
| 6.  | Јосип Броз Тито          | 1892—1980.    | Врховни командант НОВ и ПОЈ | Југославија              | да                 | 2. и 3.          |                                            | [ 14 ] [ 10 ]        |
| 7.  | Душан Брстина            | 1914—1994     | морнарички наредник Југословенске војске из Невесиња                                                                               | Босна и Херцеговина      | да                 | 2. и 3.          |                                            | [ 15 ] [ 11 ]        |
| 8.  | Видо Бурић               | 1884—1943.    | земљорадник из Заграде и бивши председник општине Чево                                                                             | Црна Гора и Бока         | да                 | —                | погинуо јуна 1943, током битке на Сутјесци | [ 13 ] [ 11 ]        |
| 9.  | Светозар Вејновић        | 1908—1973.    | земљорадник из Велике Рујишке, код Босанског Новог и члан Самосталне демократске странке                                           | Босна и Херцеговина      | да                 | 2. и 3.          |                                            | [ 16 ] [ 11 ]        |
| 10. | Мирко Вешовић            | 1909—1943.    | адвокат из Андријевице | Црна Гора и Бока         | да                 | —                | погинуо почетком 1943, код Гацка           | [ 17 ] [ 11 ]        |
| 11. | Јосип Видмар             | 1895—1992.    | књижевник, драматург и књижевни критичар                                                                                           | Словенија                | не                 | 2. и 3.          |                                            | [ 16 ]               |
| 12. | Тодор Вујасиновић        | 1904—1988.    | приватни чиновник из Тузле | Босна и Херцеговина      | да                 | 2. и 3.          |                                            | [ 18 ] [ 11 ]        |
| 13. | Војин Гајић              | 1892—1942.    | земљорадник из Копљара, код Аранђеловца, припадао левом крилу Демократске странке                                                  | Србија                   | да                 | —                | умро децембра 1942. у Босанском Петровцу   | [ 19 ] [ 12 ]        |
| 14. | Манојло Гарић            | ?             | земљорадник из Праче, код Пала | Босна и Херцеговина      | да                 | —                | погинуо у рату                             | [ 20 ] [ 11 ]        |
| 15. | Павле Грегорић           | 1892—1898.    | лекар из Загреба | Хрватска                 | да                 | 2. и 3.          |                                            | [ 20 ] [ 11 ]        |
| 16. | Никола Груловић          | 1888—1959.    | приватни чиновник из Сремске Митровице                                                                                             | Војводина                | не                 | 2. и 3.          |                                            | [ 21 ] [ 11 ]        |
| 17. | Владимир Дедијер         | 1914—1990.    | новинар из Београда | Србија                   | да                 | 2. и 3.          |                                            | [ 22 ] [ 12 ]        |
| 18. | Милоје Добрашиновић      | 1898—1972.    | професор и директор гимназије у Пљевљима                                                                                           | Санџак                   | да                 | 2. и 3.          |                                            | [ 23 ] [ 12 ]        |
| 19. | Јурица Драушник          | 1910—1982.    | бивши начелник општине Врапче, код Загреба                                                                                         | Хрватска                 | да                 | 2. и 3.          |                                            | [ 23 ] [ 12 ]        |
| 20. | Ратко Дугоњић            | 1916—1987.    | студент права из Сарајева | Босна и Херцеговина      | да                 | 2. и 3.          |                                            | [ 23 ] [ 11 ]        |
| 21. | Влада Зечевић            | 1903—1970.    | православни свештеник из Крупња | Србија                   | да                 | 2. и 3.          |                                            | [ 18 ] [ 12 ]        |
| 22. | Бранко Златарић          | 1915—2004.    | чиновник Господарске слоге из Загреба                                                                                              | Хрватска                 | да                 | 2. и 3.          |                                            | [ 24 ] [ 12 ]        |
| 23. | Жарко Зрењанин           | 1902—1942.    | учитељ из Избишта, код Вршца | Војводина                | не                 | —                | погинуо новембра 1942, код Вршца           | [ 24 ] [ 11 ]        |
| 24. | Младен Ивековић          | 1903—1970.    | скретар Занатске коморе из Загреба                                                                                                 | Хрватска                 | да                 | 2. и 3.          |                                            | [ 25 ] [ 12 ]        |
| 25. | Душан Ивовић             | 1896—1959.    | учитељ из Пљеваља и члан Главног одбора Савеза земљорадника                                                                        | Санџак                   | да                 | 2. и 3.          |                                            | [ 25 ] [ 12 ]        |
| 26. | Осман Карабеговић        | 1911—1996.    | студент медицине из Бања Луке | Босна и Херцеговина      | да                 | 2. и 3.          |                                            | [ 26 ] [ 11 ]        |
| 27. | Јевстатије Караматијевић | 1889—1950.    | православни свештеник протојереј из Нове Вароши, бивши председник Народноослободилачког одбора у Новој Вароши                      | Санџак                   | да                 | 2. и 3.          |                                            | [ 26 ] [ 12 ]        |
| 28. | Едвард Кардељ            | 1910—1979.    | учитељ из Љубљане | Словенија                | не                 | 2. и 3.          |                                            | [ 26 ]               |
| 29. | Борис Кидрич             | 1912—1953.    | политички радник из Љубљане | Словенија                | не                 | 2. и 3.          |                                            | [ 26 ]               |
| 30. | Бориша Ковачевић         | 1908—1943.    | професор из Томиславграда | Босна и Херцеговина      | да                 | —                | погинуо јуна 1943, током битке на Сутјесци | [ 27 ] [ 11 ]        |
| 31. | Петар Комненић           | 1895—1957.    | професор историје из Вучјег Дола, код Никшића                                                                                      | Црна Гора и Бока         | да                 | —                |                                            | [ 28 ] [ 11 ]        |
| 32. | Едвард Коцбек            | 1904—1981.    | професор и књижевник из Љубљане | Словенија                | не                 | 2. и 3.          |                                            | [ 28 ]               |
| 33. | Миро Крстајић            | 1888—1960.    | капетан Југословенске војске у пензији                                                                                             | Црна Гора и Бока         | да                 | —                |                                            | [ 27 ] [ 11 ]        |
| 34. | Вицко Крстуловић         | 1905—1988.    | радник из Сплита | Хрватска                 | да                 | 2. и 3.          |                                            |                      |
| 35. | Павао Крце               | 1890—1977.    | земљорадник из Сиња и бивши народни посланик Хрватске сељачке странке                                                              | Хрватска                 | да                 | 2. и 3.          |                                            | [ 27 ] [ 11 ]        |
| 36. | Маријан Лекић            | 1906—         | учитељ из Андријевице | Црна Гора и Бока         | да                 | —                |                                            | [ 29 ] [ 11 ]        |
| 37. | Франц Лескошек           | 1897—1983.    | синдикални радник из Цеља | Словенија                | не                 | 2. и 3.          |                                            | [ 29 ]               |
| 38. | Франце Лубеј             | 1898—1985.    | педагог из Љубаљне и један од вођа левог крила Сокола                                                                              | Словенија                | не                 | 2. и 3.          |                                            | [ 29 ]               |
| 39. | Божо Љумовић             | 1896—1986.    | приватни чиновник из Подгорице | Црна Гора и Бока         | да                 | —                |                                            | [ 30 ] [ 11 ]        |
| 40. | Блажо Марковић           | 1905—1949.    | православни свештеник из Бара | Црна Гора и Бока         | да                 | 2. и 3.          |                                            | [ 31 ] [ 11 ]        |
| 41. | Веселин Маслеша          | 1906—1943.    | новинар из Бања Луке | Босна и Херцеговина      | да                 | —                | погинуо јуна 1943, током битке на Сутјесци | [ 31 ] [ 11 ]        |
| 42. | Радован Мијушковић       | 1895—1961.    | адвокат из Уба и један од вођа левог крила Савеза земљорадника                                                                     | Србија                   | да                 | 2. и 3.          |                                            | [ 32 ] [ 12 ]        |
| 43. | Сима Милошевић           | 1896—1943.    | лекар и професор Универзитета у Београду                                                                                           | Србија                   | да                 | —                | погинуо јуна 1943, током битке на Сутјесци | [ 32 ] [ 12 ]        |
| 44. | Иван Милутиновић         | 1901—1944.    | приватни намештеник из Подгорице                                                                                                   | Црна Гора и Бока         | да                 | 2.               | погинуо октобра 1944, код Београда         | [ 32 ] [ 11 ]        |
| 45. | Јосо Мирковић            | 1891—1964.    | трговац из Глиснице, код Пљеваља и члан Народне радикалне странке                                                                  | Санџак                   | да                 | 2. и 3.          |                                            | [ 33 ] [ 12 ]        |
| 46. | Гојко Николиш            | 1911—1995.    | лекар из Сјеничака, код Вргинмоста                                                                                                 | Хрватска                 | да                 | 2. и 3.          |                                            | [ 34 ] [ 12 ]        |
| 47. | Срдан Новаковић          | 1890—1943.    | капетан Југословенске војске у пензији                                                                                             | Црна Гора и Бока         | да                 | —                | погинуо јуна 1943, током битке на Сутјесци | [ 34 ] [ 11 ]        |
| 48. | Станко Опачић Ћаница     | 1903—1994.    | столар из Брезове Главе, код Карловца                                                                                              | Хрватска                 | да                 | 2. и 3.          |                                            | [ 34 ] [ 12 ]        |
| 49. | Омер Осмић               | 1883—1944.    | земљорадник из Прозора | Босна и Херцеговина      | да                 | 2.               | погинуо децембра 1944. у Прозору           | [ 35 ] [ 11 ]        |
| 50. | Ђоко Павићевић           | 1872—1970.    | капетан Југословенске војске у пензији                                                                                             | Црна Гора и Бока         | да                 | —                |                                            | [ 35 ] [ 11 ]        |
| 51. | Марко Павићевић          | 1883—1973.    | земљорадник из Ваљева | Србија                   | да                 | —                |                                            | [ 35 ] [ 11 ]        |
| 52. | Ристан Павловић          | 1887—1943.    | учитељ из Пљеваља | Санџак                   | да                 | —                | погинуо јуна 1943, код Челебића            | [ 35 ] [ 11 ]        |
| 53. | Ката Пејновић            | 1899—1966.    | земљорадница из Смиљана, код Госпића                                                                                               | Хрватска                 | да                 | 2. и 3.          |                                            | [ 35 ] [ 12 ]        |
| 54. | Ристо Перовић            | 1880—1943.    | потпуковник Југословенске војске у пензији из Бјелопавлића                                                                         | Црна Гора и Бока         | да                 | —                | погинуо јуна 1943. током битке на Сутјесци | [ 35 ] [ 11 ]        |
| 55. | Миле Перуничић           | 1889—1961.    | политички радник, бивши народни посланик и члан Главног одбора Демократске странке                                                 | Санџак                   | да                 | 2. и 3.          |                                            | [ 36 ] [ 12 ]        |
| 56. | Срећко Петровић          | 1890—1977.    | земљорадник из Дражевца, код Обреновца                                                                                             | Србија                   | да                 | 2. и 3.          |                                            | [ 36 ] [ 12 ]        |
| 57. | Моша Пијаде              | 1890—1957.    | академски сликар и новинар из Беогрда                                                                                              | Србија                   | да                 | 2. и 3.          |                                            | [ 36 ] [ 12 ]        |
| 58. | Нурија Поздерац          | 1893—1943.    | бивши члан Сената Краљевине Југославије из Цазина                                                                                  | Босна и Херцеговина      | да                 | —                | погинуо јуна 1943, током битке на Сутјесци | [ 37 ] [ 11 ]        |
| 59. | Јован Поповић            | 1905—1952.    | књижевник из Велике Кикинде | Војводина                | не                 | 2. и 3.          |                                            | [ 38 ] [ 12 ]        |
| 60. | Коча Поповић             | 1908—1992.    | књижевник из Београда | Србија                   | да                 | 2. и 3.          |                                            | [ 39 ] [ 12 ]        |
| 61. | Милентије Поповић        | 1913—1971.    | инежењер из Београда | Србије                   | да                 | 2. и 3.          |                                            | [ 38 ] [ 12 ]        |
| 62. | Ђуро Пуцар Стари         | 1899—1979.    | металски радник из Босанског Грахово                                                                                               | Босна и Херцеговина      | да                 | 2. и 3.          |                                            | [ 37 ] [ 11 ]        |
| 63. | Иван Рибар               | 1881—1968.    | адвокат и политичар из Београда | Хрватска                 | да                 | 2. и 3.          |                                            | [ 37 ] [ 12 ]        |
| 64. | Јосип Рус                | 1893—1985.    | правник и судија из Љубљане, један од вођа левог крила Сокола                                                                      | Словенија                | не                 | 2. и 3.          |                                            | [ 40 ]               |
| 65. | Брано Савић              | 1912—1984.    | правник из Власенице | Босна и Херцеговина      | да                 | 2. и 3.          |                                            | [ 40 ] [ 11 ]        |
| 66. | Павле Савић              | 1909—1994.    | нуклеарни физичар и професор Универзитета у Београду                                                                               | Србија                   | да                 | 2. и 3.          |                                            | [ 40 ] [ 12 ]        |
| 67. | Јагош Симоновић          | 1893—1943.    | православни свештеник протојереј из Колашина                                                                                       | Црна Гора и Бока         | да                 | 2. и 3.          |                                            | [ 41 ] [ 11 ]        |
| 68. | Никола Срдић             | 1897—1943.    | земљорадник из Јелашиноваца, код Санског Моста                                                                                     | Босна и Херцеговина      | да                 | —                | погинуо 1943.                              | [ 41 ] [ 11 ]        |
| 69. | Петар Стамболић          | 1912—2007     | студент агрономије из Ивањице | Србија                   | не                 | 2. и 3.          |                                            | [ 41 ] [ 12 ]        |
| 70. | Лука Стевић              | 1887—1971.    | земљорадник из Мојковића, код Крупња                                                                                               | Србија                   | да                 | 2. и 3.          |                                            | [ 42 ] [ 12 ]        |
| 71. | Флоријан Сушић           | 1895—1974.    | председник Окружног народноослободилачког одбора за Ливно и бивши председник градске организације Хрватске сељачке странке у Ливну | Хрватска                 | да                 | —                |                                            | [ 43 ] [ 28 ] [ 12 ] |
| 72. | Ђуро Тиљак               | 1895—1965.    | академски сликар из Загреба | Хрватска                 | да                 | 2. и 3.          |                                            | [ 14 ] [ 12 ]        |
| 73. | Тоне Фајфар              | 1913—1981.    | графички радник из Љубљане | Словенија                | не                 | 2.               |                                            | [ 19 ]               |
| 74. | Андрија Хебранг          | 1899—1948.    | приватни намештеник из Загреба | Хрватска                 | да                 | 2. и 3.          |                                            | [ 21 ] [ 12 ]        |
| 75. | Авдо Хумо                | 1914—1983.    | књижевник из Сарајева | Босна и Херцеговина      | да                 | 2. и 3.          |                                            | [ 25 ] [ 11 ]        |
| 76. | Стојан Церовић           | 1888—1943.    | професор и публициста из Никшића                                                                                                   | Црна Гора и Бока         | да                 | —                | умро марта 1943. у Калиновику              | [ 15 ] [ 11 ]        |
| 77. | Ђуро Чагоровић           | 1904—1987.    | земљорадник из Даниловграда | Црна Гора и Бока         | да                 | 2.               |                                            | [ 44 ] [ 11 ]        |
| 78. | Родољуб Чолаковић        | 1900—1983.    | новинар из Бијељине | Босна и Херцеговина      | да                 | 2. и 3.          |                                            | [ 44 ] [ 11 ]        |

      Већници АВНОЈ погинули или умрли између Првог и Другог заседања